# Кыргессааре (волость)
Кы́ргесса́аре (эст. Kõrgessaare) — бывшая волость на западе Эстонии в уезде Хийумаа. В 2013 году была объединена с городом Кярдла в волость Хийу.
Административный центр — посёлок Кыргессааре. 
В составе волости 58 деревень:  Вийта, Вийтасоо, Вилима, Вилламаа, Изабелла, Йыэранна, Йыэсуу, Калана, Калесте, Канапеэкси, Каусте, Кидасте, Кидуспе, Кийвера, Кодесте, Койдма, Копа, Куризу, Кыпу, Лаази, Лаука, Лейгри, Лехтма, Лилби, Луйдья, Малвасте, Мангу, Мардихансу, Метсакюла, Меэлсте, Мудасте, Мягипе, Напи, Нымме, Оганди, Отсте, Оякюла, Палли, Паопе, Пихла, Поама, Пуски, Рейги, Ристи, Роотси, Сигала, Суурепси, Сууреранна, Сюллусте, Таммисту, Тахкуна, Тихару, Хейги, Хейсте, Хейстесоо, Хирмусте, Хюти, Юленди.